# Nowodmytriwka (obwód doniecki)
Nowodmytriwka (ukr. Новодмитрівка) – wieś na Ukrainie, w obwodzie donieckim, w rejonie pokrowskim, w hromadzie Kurachowe. W 2001 liczyła 199 mieszkańców.